# ارظيظيع
ارظيظيع هي بلدية ريفية في جنوب موريتانيا، تقع في مقاطعة باركيول في منطقة العصابة.

## جغرافيا
تقع بلدية ارظيظيع في الشمال الغربي في منطقة العصابة وتمتد على مساحة 1 000 كم². يحدها من الشمال بلديتا دجونابا وصنكرافة ، ومن الشرق بلدية بلحراث، ومن الجنوب بلدية الغبرة، ومن الغرب بلديتا ملزم تيشط ومال.

## تاريخ
تأسست كمدينة حسب الأمر في 20 أكتوبر 1987.

## السكان
خلال التعداد العام للسكان والمساكن لعام 2000، كان عدد سكانها حوالي 6 315 نسمة. وخلال عام 2013، كان عدد سكان المدينة حوالي 8 774، بمعدل نمو سنوي قدره 2,7 % على مدى 13 عامًا.

## اقتصاد
تعتبر الزراعة مركز اقتصاد المدينة، مثلها مثل جميع البلديات تقريبًا في المنطقة، لكنه هش بسبب الظروف المناخية أو قلة الإمكانيات للمزارعين، وللتعامل مع هذه المعوقات، تقوم الدولة أو المنظمات غير الحكومية المختلفة بتمويل المشاريع التي تعمل على تحسين الظروف المعيشية للسكان.
في تشرين الثاني (نوفمبر) 2021، افتتح سدين، للعمل على تحسين الزراعة المحلية.